# Nine Objects of Desire
Albums de Suzanne Vega
99.9F°
(1992) Songs in Red and Gray
(2001)
Nine Objects of Desire est le cinquième album de Suzanne Vega, sorti en 1996.
C'est l'un des plus appréciés de la chanteuse new-yorkaise. Il s'écoulera cinq ans avant la sortie de son album suivant.

## Titres
Tous les titres sont composés par Suzanne Vega. La musique de Headshots, Casual Match et Lolita est composée par Mitchell Froom.
| No  | Titre                     | Durée |
| --- | ------------------------- | ----- |
| 1.  | Birthday (Love Made Real) |       |
| 2.  | Headshots                 |       |
| 3.  | Caramel                   |       |
| 4.  | Stockings                 |       |
| 5.  | Casual Match              |       |
| 6.  | Thin Man                  |       |
| 7.  | No Cheap Thrill           |       |
| 8.  | World Before Columbus     |       |
| 9.  | Lolita                    |       |
| 10. | Honeymoon Suite           |       |
| 11. | Tombstone                 |       |
| 12. | My Favorite Plum          |       |

## Musiciens
- Suzanne Vega - voix, guitare
- Don Byron - clarinette
- Tchad Blake - guitare, sifflet, effets
- Dave Douglas - trompette
- Mark Feldman - cordes
- Mitchell Froom - claviers, Moog bass, arrangements pour cordes et cor
- Jerry Marotta - batterie, percussion
- Sebastian Steinberg - guitare basse
- Bruce Thomas - guitare basse
- Pete Thomas - batterie, percussion
- Steve Donnelly - guitare
- Yuval Gabay - batterie
- Jane Scarpantoni - violoncelle